# アンテロープ5 (レーダー)
アンテロープ5（仏: Antilope V）とは、フランスのトムソン-CSFとダッソー・エレクトロニク（現在のタレス・グループ）が開発した火器管制レーダーである。
アンテロープ5は、低高度での地形追随飛行および対地攻撃に特化したレーダーであり、高解像度のマッピングシステムによる高精度の航法機能と、昼夜問わずの全天候攻撃能力を有する。
アンテロープ5は、低空侵攻を任務とするミラージュ2000N/2000Dにのみ搭載される。